# بری کیوگن
بری کیوگن (انگلیسی: Barry Keoghan؛ زادهٔ ۱۷ اکتبر ۱۹۹۲) بازیگر ایرلندی است. او در سال ۲۰۱۷ در فیلم جنگی دانکرک حضور یافت و برای بازی در تریلر کشتن گوزن مقدس جایزهٔ بهترین بازیگر نقش مکمل از آکادمی ایرلند را کسب کرد. او در سال ۲۰۱۹ برای بازی در فیلم کالم ویت هورسز نامزد دریافت جایزهٔ بفتای بهترین بازیگر نقش مکمل مرد شد. او همچنین در فیلم ابرقهرمانی جاودانگان (۲۰۲۱) به ایفای نقش پرداخته است. کیوگن برای بازی در بنشی‌های اینیشرین (۲۰۲۲) نامزد جایزه اسکار بهترین بازیگر نقش مکمل مرد شد. او سال بعد نقش اصلی درام روان‌شناختی سالتبرن را بازی کرد و نامزد جوایز گلدن گلوب و بفتای بهترین بازیگر مرد شد.
در سال ۲۰۲۰، نام کیوگن در رتبهٔ ۲۷ فهرست آیریش تایمز از بزرگ‌ترین بازیگران سینمای ایرلند قرار گرفت.

## فیلم‌شناسی
| سال  | عنوان             | نقش             |
| ---- | ----------------- | --------------- |
| ۲۰۱۴ | ۷۱                | شان بنن         |
| ۲۰۱۶ | تعدی بر ما        | ویندوز          |
| ۲۰۱۷ | کشتن گوزن مقدس    | مارتین لنگ      |
| ۲۰۱۷ | دانکرک            | جورج میلز       |
| ۲۰۱۸ | حیوانات آمریکایی  | اسپنسر راینهارد |
| ۲۰۲۱ | شوالیه سبز        | اسکاونجر        |
| ۲۰۲۱ | جاودانگان         | دروگ            |
| ۲۰۲۲ | بتمن              | جوکر            |
| ۲۰۲۲ | بنشی‌های اینیشرین  | دامینیک کرنی    |
| ۲۰۲۳ | سالتبرن           | الیور کوئیک     |
| ۲۰۲۴ | بِرد               | باگ             |
| ۲۰۲۴ | آن‌ها را سرنگون کن | جک              |
| ؟    | فردا عجله کن      |                 |
| ؟    | مرد جاودانه       |                 |
| ؟    | جنایت ۱۰۱         |                 |